# Дорослово
Дорослово (мађ. Doroszló) је насеље у граду Сомбору, у Западнобачком управном округу, у Србији. Удаљено је од Сомбора 21 km. Први податак о Дорослову као насељу потиче из 1313. године. Још онда насеље носи данашње име. Археолошка ископавања потврђују да су на овом терену били настањени људи и пре 2.700 година.
Према попису из 2022. било је 1084 становника.

## Историја
За време турске најезде село је порушено. 1752. године, по наређењу администратора Редла, насељено је 150 мађарских и словачких породица римокатоличке вере. Тадашњи становници Дорослова бавили су се углавном риболовом и може се рећи да су домаћинства била прилично имућна. Дорослово је претежно мађарско село у ком живи 1.830 становника. Већина се бави пољопривредом.

## Демографија
У насељу Дорослово живи 1460 пунолетних становника, а просечна старост становништва износи 42,4 година (40,1 код мушкараца и 44,5 код жена). У насељу има 732 домаћинства, а просечан број чланова по домаћинству је 2,50 (попис 2002).
Становништво у овом насељу веома је нехомогено, а у последња три пописа, примећен је пад у броју становника.
|  |

| Демографија | Демографија | Демографија |
| Година      | Становника  | Становника  |
| ----------- | ----------- | ----------- |
| 1948.       | 2.906       |             |
| 1953.       | 2.835       |             |
| 1961.       | 2.669       |             |
| 1971.       | 2.339       |             |
| 1981.       | 2.131       |             |
| 1991.       | 1.864       | 1.754       |
| 2002.       | 1.830       | 1.981       |
| 2011.       | 1.497       |             |

| Етнички састав према попису из 2002.‍ | Етнички састав према попису из 2002.‍ | Етнички састав према попису из 2002.‍ | Етнички састав према попису из 2002.‍ | Етнички састав према попису из 2002.‍ |
| ------------------------------------ | ------------------------------------ | ------------------------------------ | ------------------------------------ | ------------------------------------ |
|                                      |                                      |                                      |                                      |                                      |
| Мађари                               | Мађари                               |                                      | 952                                  | 52,02%                               |
| Срби                                 | Срби                                 |                                      | 659                                  | 36,01%                               |
| Хрвати                               | Хрвати                               |                                      | 84                                   | 4,59%                                |
| Роми                                 | Роми                                 |                                      | 39                                   | 2,13%                                |
| Југословени                          | Југословени                          |                                      | 39                                   | 2,13%                                |
| Румуни                               | Румуни                               |                                      | 9                                    | 0,49%                                |
| Немци                                | Немци                                |                                      | 3                                    | 0,16%                                |
| Црногорци                            | Црногорци                            |                                      | 2                                    | 0,10%                                |
| Русини                               | Русини                               |                                      | 2                                    | 0,10%                                |
| Украјинци                            | Украјинци                            |                                      | 1                                    | 0,05%                                |
| непознато                            | непознато                            |                                      | 0                                    | 0,0%                                 |

| Година пописа     | 1948. | 1953. | 1961. | 1971. | 1981. | 1991. | 2002. |
| ----------------- | ----- | ----- | ----- | ----- | ----- | ----- | ----- |
| Број домаћинстава | 943   | 969   | 990   | 913   | 826   | 800   | 732   |

| Број чланова      | 1   | 2   | 3   | 4   | 5  | 6  | 7 | 8 | 9 | 10 и више | Просек |
| ----------------- | --- | --- | --- | --- | -- | -- | - | - | - | --------- | ------ |
| Број домаћинстава | 197 | 230 | 137 | 113 | 31 | 16 | 5 | 3 | 0 | 0         | 2,50   |

| Пол    | Укупно | Неожењен/Неудата | Ожењен/Удата | Удовац/Удовица | Разведен/Разведена | Непознато |
| ------ | ------ | ---------------- | ------------ | -------------- | ------------------ | --------- |
| Мушки  | 745    | 201              | 482          | 34             | 28                 | 0         |
| Женски | 788    | 88               | 484          | 183            | 33                 | 0         |
| УКУПНО | 1.533  | 289              | 966          | 217            | 61                 | 0         |

| Пол    | Укупно                    | Пољопривреда, лов и шумарство | Рибарство                            | Вађење руде и камена | Прерађивачка индустрија       |
| ------ | ------------------------- | ----------------------------- | ------------------------------------ | -------------------- | ----------------------------- |
| Мушки  | 413                       | 260                           | 2                                    | 0                    | 46                            |
| Женски | 228                       | 143                           | 0                                    | 0                    | 10                            |
| УКУПНО | 641                       | 403                           | 2                                    | 0                    | 56                            |
| Пол    | Производња и снабдевање   | Грађевинарство                | Трговина                             | Хотели и ресторани   | Саобраћај, складиштење и везе |
| Мушки  | 0                         | 31                            | 33                                   | 7                    | 12                            |
| Женски | 0                         | 1                             | 25                                   | 5                    | 2                             |
| УКУПНО | 0                         | 32                            | 58                                   | 12                   | 14                            |
| Пол    | Финансијско посредовање   | Некретнине                    | Државна управа и одбрана             | Образовање           | Здравствени и социјални рад   |
| Мушки  | 3                         | 3                             | 5                                    | 5                    | 5                             |
| Женски | 2                         | 0                             | 6                                    | 15                   | 17                            |
| УКУПНО | 5                         | 3                             | 11                                   | 20                   | 22                            |
| Пол    | Остале услужне активности | Приватна домаћинства          | Екстериторијалне организације и тела | Непознато            | Непознато                     |
| Мушки  | 1                         | 0                             | 0                                    | 0                    | 0                             |
| Женски | 2                         | 0                             | 0                                    | 0                    | 0                             |
| УКУПНО | 3                         | 0                             | 0                                    | 0                    | 0                             |

### Галерија
| - Црква поред Дорослова - Место за нову православну цркву - Црква на уласку у насеље |